# Listă de botaniști
Aceasta este o listă de botaniști în ordine alfabetică:
Cuprins: Început - 0–9 A B C D E F G H I J K L M N O P Q R S T U V W X Y Z

## A
- Erik Acharius
- Julián Acuña Galé
- Johann Friedrich Adam
- Nancy Adams
- Carl Adolph Agardh
- Jacob Georg Agardh
- Nikolaus Ager
- William Aiton
- Frédéric-Louis Allamand
- Carlo Allioni
- Prospero Alpini
- Benjamin Alvord
- Eliza Frances Andrews
- Agnes Arber
- Giovanni Arcangeli
- David Ashton
- William Guybon Atherstone
- Anna Atkins
- Daniel E. Atha
- Armen Takhtajan

## B
- Ernest Brown Babcock
- Churchill Babington
- Curt Backeberg
- James Eustace Bagnall
- Jacob Whitman Bailey
- Liberty Hyde Bailey
- Ibn al-Baitar
- Giovanni Battista Balbis
- John Hutton Balfour
- Joseph Banks
- César Barbosa
- Bryan Alwyn Barlow
- Benjamin Smith Barton
- John Bartram
- William Bartram
- Johann Bauhin
- Gaspard Bauhin
- Chauncey Beadle
- William James Beal
- Janice C. Beatley
- Rolla Kent Beattie
- Richard Henry Beddome
- Martinus Beijerinck
- David Bellamy
- George Bentham
- Robert Bentley
- Miles Joseph Berkeley
- Karl August von Bergen
- Edward W. Berry
- Clarence Bicknell
- Gustaf Johan Billberg
- Johannes Bisse
- Francisco Manuel Blanco
- John Bradby Blake
- William Faris Blakely
- Andrew Bloxam
- Carl Ludwig Blume
- Tyge W. Böcher
- Hieronymus Bock
- Herman Boerhaave
- Wenceslas Bojer
- Henry Nicholas Bolander
- Harry Bolus
- August Gustav Heinrich von Bongard
- Charles Bonnet
- Aimé Bonpland
- Francis Boott
- Evelyn Booth (1897–1988)
- Antonina Georgievna Borissova
- Frederik Børgesen
- David Bowman
- Richard Bradley
- Alexander Braun
- John Patrick Micklethwait Brenan
- William Henry Brewer
- Charles-François Brisseau de Mirbel
- Elizabeth Gertrude Britton
- Nathaniel Lord Britton
- Adolphe Theodore Brongniart
- Nicholas Edward Brown
- Robert Brown
- Patrick Browne
- Jeremy James Bruhl
- Louis-Ovide Brunet
- Francis Buchanan-Hamilton
- Alexander von Bunge
- Elsa Beata Bunge
- Luther Burbank
- Frederick William Burbidge
- William John Burchell
- Alan Burges
- David Burke
- Joseph Burke II
- Johannes Burman
- Nicolaas Laurens Burman

## C
- Cleofé Caldéron
- Albert Callay
- George Caley
- Ella Orr Campbell
- Emile Campbell-Browne
- Rudolf Jakob Camerarius
- Rudolf Jakob Camerarius
- Augustin Pyramus de Candolle (A. P. de Candolle)
- Alphonse Pyrame de Candolle (A. de Candolle)
- Richard Émile Augustin de Candolle (Aug. de Candolle)
- Cedric Errol Carr
- Elie-Abel Carrière
- George Washington Carver
- William Casson
- Antonio José Cavanilles
- Andrea Cesalpino
- Adelbert von Chamisso
- Daniel Chamovitz
- Pierre Gaspard Chaumette
- Henry Chesterton
- Carl Christensen
- Arthur Roy Clapham
- Gertrude Clarke Nuttall
- Jens Clausen
- Jane Colden
- Peter Collinson
- Philibert Commerçon
- Joseph Whipple Congdon
- Valerius Cordus
- Arthur Disbrowe Cotton
- Arthur Cronquist
- José Cuatrecasas
- Nicholas Culpeper
- Francesco Cupani
- Charles Curtis
- William Curtis

## D
- Anders Dahl
- John M. Darby
- Frederick Hamilton Davey
- Armand David
- Walter Davis
- Anton de Bary
- Ethel de Fraine (1879–1918)
- Pierre Jean Marie Delavay
- Jules Paul Benjamin Delessert
- René Louiche Desfontaines
- Johann Jacob Dillenius
- Kurt Dinter
- Pedanius Dioscorides
- Rembert Dodoens
- David Don
- James Donn
- Catharina Helena Dörrien
- David Douglas
- Jonas C. Dryander
- Heber Drury
- Antoine Nicolas Duchesne
- William Russell Dudley
- Michel Felix Dunal
- Ursula Katherine Duncan
- Stephen Troyte Dunn
- Robert Allen Dyer

## E
- Michael Pakenham Edgeworth
- Henrik Franz Alexander von Eggers
- Christian Gottfried Ehrenberg
- Jakob Friedrich Ehrhart
- Eva Ekeblad
- Stephan Ladislaus Endlicher
- George Engelmann
- Adolf Engler
- Katherine Esau
- Johann Friedrich von Eschscholtz
- Constantin von Ettingshausen
- Eleonora Gabrielian

## F
- David Fairchild
- Hugh Falconer
- Reginald Farrer
- Lewis J. Feldman
- Luigi Fenaroli
- Friedrich Ernst Ludwig von Fischer
- Pius Font i Quer
- Peter Forsskål
- Georg Forster
- Johann Reinhold Forster
- Robert Fortune
- Henry Georges Fourcade
- Adrien René Franchet
- William D. Francis
- John C. Frémont
- Elias Magnus Fries
- Imre Frivaldszky
- Charles Christopher Frost
- Leonhart Fuchs

## G
- Joseph Gaertner
- François Gagnepain
- Ernest Edward Galpin
- George Alexander Gammie
- James Alexander Gammie
- Charles Gaudichaud-Beaupré
- Alwyn Howard Gentry
- Howard Scott Gentry
- John Gerard
- Conrad von Gesner
- Luca Ghini
- Ken Gillanders
- Charles Henry Gimingham
- Johann Friedrich Gmelin
- Johann Georg Gmelin
- Samuel Gottlieb Gmelin
- Hossein Gol-e-Golab
- George Gordon
- Asa Gray
- Netta Elizabeth Gray
- Nehemiah Grew
- William Griffith
- Jan Frederik Gronovius
- Wilhelm Gueinzius
- Hugo Gunckel Lüer
- Johann Ernst Gunnerus
- Francis Guthrie
- Guranda Gvaladze

## H
- Ingebrigt Severin Hagen
- Olaf Hagerup
- Hiroshi Hara
- Thora Hardy
- Inez M. Haring, (1875–1968) US
- Robert Almer Harper
- Karl Theodor Hartweg
- William Henry Harvey
- Adrian Hardy Haworth
- John Stevens Henslow
- Peter Klock Hepler
- Augustine Henry
- es
- Vernon Heywood
- Adriana Hoffmann
- Johann Centurius Hoffmannsegg
- Henrietta Hooker
- Joseph Dalton Hooker
- William Jackson Hooker
- Albert Howard
- Gabrielle Howard
- Armando Theodoro Hunziker
- John Hutchinson

## I
- Keisuke Ito

## J
- Victor Jacquemont
- Nikolaus Joseph von Jacquin
- Joseph Franz von Jacquin
- Knud Jessen
- Wilhelm Johannsen
- Lawrence Alexander Sidney Johnson
- Ivan Murray Johnston
- Adrien-Henri de Jussieu
- Antoine Laurent de Jussieu
- Antoine de Jussieu
- Bernard de Jussieu

## K
- Kaibara Ekiken
- Guillermo Kalbreyer
- Pehr Kalm
- Gustav Karl Wilhelm Hermann Karsten
- Kailas Nath Kaul
- Sir Frederick Keeble
- Albert Kellogg
- George Clayton Kennedy
- Alice L. Kibbe
- Franz Kiggelaer
- Kanhoba Ranchoddas Kirtikar
- Masao Kitagawa
- Karl Koch

## L
- Jacques Labillardière
- Lars Levi Laestadius
- Jean-Baptiste Lamarck
- Aylmer Bourke Lambert
- Jean Vincent Félix Lamouroux
- Gerhard Lang (1924–2016)
- Kai Larsen
- Joseph Bory Latour-Marliac
- Charles de l'Écluse
- Jean Baptiste Leschenault de la Tour
- Emmanuel Liais
- John Lindley
- Heinrich Friedrich Link
- Carlos Adolfo Lehnebach
- Carl Linnaeus
- Carolus Linnaeus the Younger
- Pablo de la Llave
- Thomas Lobb
- William Lobb
- William Lobb
- George Loddiges
- Harri Lorenzi
- John Claudius Loudon
- Alice Lounsberry
- Elias Lönnrot

## M
- Elizabeth McClintock
- William McCalla
- John Macoun
- Peter MacOwan
- Pierre Magnol
- Joseph Maiden
- Marcello Malpighi
- Gustav Mann
- Charles Maries
- Jesse Jarue Mark
- Rudolf Marloth
- Humphry Marshall
- Carl Friedrich Philipp von Martius
- John M. MacDougal
- Terry Desmond Macfarlane
- William Keble Martin
- John Martyn
- Genkei Masamune
- Francis Masson
- Carl Maximowicz
- Rogers McVaugh
- Gregor Mendel
- Friedrich Kasimir Medikus
- Archibald Menzies
- Konstantin Merezhkovsky
- Franz Meyen
- André Michaux
- Philip Miller
- Charles Frederick Millspaugh
- Friedrich Anton Wilhelm Miquel
- Charles-François Brisseau de Mirbel
- John Mitchell
- M. E. Mitchell
- Hugo von Mohl
- Charles Theodore Mohr
- Paul Möhring
- George Thomas Moore
- Robert Morison
- Osborne Morton
- Józef Motyka
- Cornelius Herman Muller
- Ferdinand von Mueller
- Otto von Münchhausen

## N
- Karl Wilhelm von Nageli
- George Valentine Nash
- Christian Gottfried Daniel Nees von Esenbeck
- Charles F. Newcombe
- Frank Newhook
- Louis Nicolas
- Daniel Lee Nickrent
- Emilia Frances Noel
- Thomas Nuttall

## O
- William Oakes
- Daniel Oliver
- Garcia de Orta
- Carl Hansen Ostenfeld

## P
- Peter Simon Pallas
- Edward Palmer
- Josif Pancic
- Filippo Parlatore
- Charles Christopher Parry
- William Paterson
- Ruth Patrick
- Ove Paulsen
- Richard Pearce
- Donald C. Peattie
- Jean-Marie Pelt
- Herman Silas Pepoon
- Karl Julius Perleb
- Henri Perrier de la Bâthie
- Christian Hendrik Persoon
- Paul Petard
- James Petiver
- Hans Heinrich Pfeiffer
- Rodolfo Amando Philippi
- Louis Alexandre Henri Joseph Piré
- Pliny the Elder
- Leonard Plukenet
- Charles Plumier
- Eduard Friedrich Poeppig
- Joel Roberts Poinsett
- Illtyd Buller Pole-Evans
- Alf Erling Porsild
- Morten Pedersen Porsild
- Eduard Pospichal
- George E. Post
- Ghillean Prance
- Ludwig Preiss
- Jan Svatopluk Presl
- Carl Borivoj Presl
- Cyrus Pringle
- Nathanael Pringsheim
- George R. Proctor
- William Purdom
- Frederick Traugott Pursh
- Paul Émile de Puydt
- Henri François Pittier

## R
- Gabriele Rabel
- Oliver Rackham
- Albert Ernest Radford
- Constantine Samuel Rafinesque
- John Ralfs
- Christen C. Raunkiær
- Leonhard Rauwolf
- Peter H. Raven
- John Ray
- Anton Rehmann
- Gustaf Otto Rosenberg
- Heinrich Gustav Reichenbach
- Ludwig Reichenbach
- Jose Restrepo
- Thekla Resvoll
- Hanna Resvoll-Holmsen
- Achille Richard
- Louis Claude Richard
- Henry Nicholas Ridley
- Augustus Quirinus Rivinus
- Harold E. Robinson
- Frans Hubert Edouard Arthur Walter Robyns
- Joseph Rock
- Tony Rodd
- Lauritz Kolderup Rosenvinge
- Werner Rothmaler
- William Roxburgh
- Georg Eberhard Rumphius
- Øyvind H. Rustan
- Per Axel Rydberg

## S
- Joseph Sabine
- Pier Andrea Saccardo
- Julius von Sachs
- Augustin Saint-Hilaire
- Edward James Salisbury
- Richard Anthony Salisbury
- Richard Sanders Rogers
- Charles Sprague Sargent
- Henry Parker Sartwell
- William Saunders
- Horace-Bénédict de Saussure
- Jacob Christian Schäffer
- Andreas Franz Wilhelm Schimper
- Diederich Franz Leonhard von Schlechtendal
- Rudolf Schlechter
- Matthias Jakob Schleiden
- George Schoener
- Selmar Schonland
- Heinrich Wilhelm Schott
- Heinrich Adolph Schrader
- Franz Paula von Schrank
- Joseph Schröter
- Stephan Schulzer von Müggenburg
- Georg August Schweinfurth
- Giovanni Antonio Scopoli
- Berthold Carl Seemann
- Prideaux John Selby
- Jean Senebier
- Martín Sessé y Lacasta
- Jules de Seynes
- John Adolph Shafer
- George Shaw
- Shen Kuo
- John Sibthorp
- Franz Sieber
- Philipp Franz von Siebold
- Thomas Robertson Sim
- Cuthbert John Skead
- John Kunkel Small
- Christo Albertyn Smith
- Edith Philip Smith
- James Edward Smith
- Johannes Jacobus Smith
- Winifred Smith
- Daniel Solander
- Otto Wilhelm Sonder
- Pierre Sonnerat
- Roger David Spencer
- Herman Spoering
- Kurt Sprengel
- Richard Spruce
- Herman Spöring
- Agustín Stahl
- Paul Carpenter Standley
- G. Ledyard Stebbins
- Georg Wilhelm Steller
- Kaspar Maria von Sternberg
- Julian Alfred Steyermark
- Eduard Strasburger
- George Bishop Sudworth
- Su Song
- Olof Swartz
- Simon Syrenius

## T
- Hisayoshi Takeda (aka Takeda Hisayoshi)
- Armen Takhtajan
- Arthur Tansley
- John Templeton
- Theophrastus
- Graham Stuart Thomas
- William Thompson
- George Thomson
- Louis-Marie Aubert du Petit-Thouars
- Carl Peter Thunberg
- Agostino Todaro
- John Torrey
- Joseph Pitton de Tournefort
- John Tradescant the elder
- John Tradescant the younger
- Ernst Rudolf von Trautvetter
- Mikhail Tsvet
- Edward Tuckerman
- William Turner
- Tom Tutin

## U
- Bernardino da Ucria
- Lucien Marcus Underwood

## V
- Martin Vahl
- Sébastien Vaillant
- David H. Valentine
- Ina Vandebroek
- Elizabeth Van Volkenburgh
- Domenico Vandelli
- Nikolai Vavilov
- Harry Veitch
- John Gould Veitch
- Peter Veitch
- Josef Velenovský
- Romina Vidal-Russell

## W
- Warren H. Wagner
- Göran Wahlenberg
- George Arnott Walker-Arnott
- Nathaniel Wallich
- Gustav Wallis
- E. F. Warburg
- Eugenius Warming
- Sereno Watson
- William Watson
- Heinrich Wawra von Fernsee
- Randy Wayne (biologist)
- Philip Barker Webb
- Christian Ehrenfried Weigel
- Friedrich Welwitsch
- Carl Ludwig Willdenow
- Ernest Henry Wilson
- William Withering
- Anthony Hurt Wolley-Dod
- Alphonso Wood
- John Medley Wood
- Charles Wright
- Franz Xavier von Wulfen
- Heinrich Wullschlägel
- Heinrich Wydler

## Y
- Gennady Yakovlev

## Z
- Karl Ludwig Philipp Zeyher
- Daniel Zohary
- Michael Zohary
- Joseph Gerhard Zuccarini
- Joy Zedler

## Vezi și
- Lista botaniștilor după abrevierea de autor

Format:Botanică